# Swiss Open Gstaad 1999 - Qualificazioni doppio
Le qualificazioni del doppio  dello  Swiss Open Gstaad 1999 sono state un torneo di tennis preliminare per accedere alla fase finale della manifestazione. I vincitori dell'ultimo turno sono entrati di diritto nel tabellone principale. In caso di ritiro di uno o più giocatori aventi diritto a questi sono subentrati i lucky loser, ossia i giocatori che hanno perso nell'ultimo turno ma che avevano una classifica più alta rispetto agli altri partecipanti che avevano comunque perso nel turno finale.
Le qualificazioni del doppio del torneo Swiss Open Gstaad 1999 prevedevano 4 coppie partecipanti di cui una è entrata nel tabellone principale.

## Teste di serie
1. Hicham Arazi /  Joan Balcells (ultimo turno)

1. Ivan Ljubičić /  Vince Spadea (primo turno)

## Qualificati
1. Nicolás Lapentti  /   Luis Morejon

## Tabellone

### Legenda
| - Q = Qualificato - WC = Wild card - LL = Lucky loser | - ALT = Alternate - SE = Special Exempt - PR = Protected Ranking | - w/o = Walkover - r = Ritirato - d = Squalificato |

|  | Primo turno | Primo turno                   | Primo turno                   | Primo turno | Primo turno |  |  | Ultimo turno | Ultimo turno                  | Ultimo turno | Ultimo turno | Ultimo turno |  |
|  |             |                               |                               |             |             |  |  |              |                               |              |              |              |  |
|  | 1           | Hicham Arazi Joan Balcells    | Hicham Arazi Joan Balcells    | 6           | 6           |  |  |              |                               |              |              |              |  |
|  |             | Marco Chiudinelli Jun Kato    | Marco Chiudinelli Jun Kato    | 4           | 4           |  |  | 1            | Hicham Arazi Joan Balcells    | 7            | 4            | 1            |  |
|  |             | Nicolás Lapentti Luis Morejon | Nicolás Lapentti Luis Morejon | 7           | 7           |  |  |              | Nicolás Lapentti Luis Morejon | 5            | 6            | 6            |  |
|  | 2           | Ivan Ljubičić Vince Spadea    | Ivan Ljubičić Vince Spadea    | 5           | 6           |  |  |              |                               |              |              |              |  |